# (34989) 4251 T-3
4251 T-3 (asteroide 34989) é um asteroide da cintura principal. Possui uma excentricidade de 0.09317650 e uma inclinação de 3.98646º.
Este asteroide foi descoberto no dia 16 de outubro de 1977 por Cornelis Johannes van Houten e Ingrid van Houten-Groeneveld e Tom Gehrels em Palomar.